# サスカチュワン州副総督
サスカチュワン州の副総督の一覧。

## 一覧
| #  | 氏名                                               | 就任              | 退任              |
| -- | -------------------------------------------------- | ----------------- | ----------------- |
| 1  | アメデ・フォージェイ                               | 1905年9月1日      | 1910年10月14日    |
| 2  | ジョージ・W・ブラウン                              | 1910年10月14日    | 1915年10月18日    |
| 3  | リチャード・ステュアート・レイク                   | 1915年10月18日    | 1921年2月18日     |
| 4  | ヘンリー・ウィリアム・ニューランズ                 | 1921年2月18日     | 1931年3月31日     |
| 5  | ヒュー・エドウィン・マンロー                       | 1931年3月31日     | 1936年9月10日     |
| 6  | アーチボルド・ピーター・マクナブ                   | 1936年9月10日     | 1945年2月27日     |
| 7  | トーマス・ミラー                                   | 1945年2月27日     | 1945年6月20日     |
| 8  | レジナルド・パーカー                               | 1945年6月22日     | 1948年3月23日     |
| 9  | ジョン・マイケル・ウーリック                       | 1948年3月23日     | 1951年6月15日     |
| 10 | ウィリアム・ジョン・パターソン                     | 1951年6月15日     | 1958年2月3日      |
| 11 | フランク・リンゼイ・バステド                       | 1958年2月3日      | 1963年3月1日      |
| 12 | ロバート・ハンビッジ                               | 1963年3月1日      | 1970年2月2日      |
| 13 | スティーヴン・ウォロベッツ                         | 1970年2月2日      | 1976年2月29日     |
| 14 | ジョージ・ポーティアス                             | 1976年3月3日      | 1978年2月7日      |
| 15 | アーウィン・マッキントッシュ                       | 1978年2月22日     | 1983年7月6日      |
| 16 | フレデリック・ジョンソン                           | 1983年7月6日      | 1988年9月7日      |
| 17 | シルヴィア・フェドラク                             | 1988年9月7日      | 1994年5月31日     |
| 18 | ジャック・ウィーブ                                 | 1994年5月31日     | 2000年2月21日     |
| 19 | リンダ・ハヴァーストック                           | 2000年2月21日     | 2006年8月1日      |
| 20 | ゴードン・バーンハート                             | 2006年8月1日      | 2012年3月22日     |
| 21 | ヴォーン・ソロモン・スコフィールド                 | 2012年3月22日     | 2018年3月21日     |
| 22 | W・トーマス・モロイ                                | 2018年3月21日     | 2019年7月2日      |
| 23 | ラッセル・ミラスティ                               | 2019年7月18日     | 現在              |
| -  | ベルナデット・マッキンタイヤー Bernadette McIntyre | 2024年12月6日指名 | 2024年12月6日指名 |